# 北方停留場
北方停留場（きたがたていりゅうじょう）は、かつて福岡県北九州市小倉南区北方にあった、西日本鉄道（西鉄）北方線の停留場（廃駅）である。

## 概要
1907年（明治40年）2月23日、小倉軌道城野 - 北方間開通により開業。その後、1920年（大正9年）に小倉電気軌道により電化が行われるにあたって城野 - 北方間の区間は旧香春街道の西側に新道を建設して軌道を移設することとなり、同年9月21日付で新道上に移設された。
付近には歩兵第14連隊などの陸軍部隊や関連施設があり、軍関係者の利用も多かった。
1980年（昭和55年）11月2日付で北方線全廃に伴い当停留場も廃止となった。

## 歴史
- 1907年（明治40年）2月23日 - 小倉軌道城野 - 北方間開通により開業。
- 1918年（大正7年）1月14日 - 小倉軌道の事業を小倉電気軌道が譲受。
- 1920年（大正9年）9月21日 - 電化に伴い、新香春街道上に移設。
- 1942年（昭和17年）
  - 3月2日 - 九州電気軌道が小倉電気軌道を合併。
  - 9月22日 - 西日本鉄道が成立し[3]、同社北方線の停留場となる。
- 1980年（昭和55年）11月2日 - 北方線全廃により廃止[1]。

## 停留場構造
停留場部分で上下線が収束して1本の着発線となり、その東側に安全地帯のない降車場が、西側に安全地帯のある乗車場が設けられていた。

## 停留場周辺
- 北九州大学
- 陸上自衛隊小倉駐屯地
- 小倉競馬場

## 廃止後の状況
路面上の乗降場については、廃止後は完全に撤去され、残存していない。西鉄バス北九州の「北方・北九州市立大学前」が電停跡付近にある。
北方線の代替交通機関として建設された北九州高速鉄道（北九州都市モノレール）小倉線の北方駅は、当停留場跡から北西に約700mほど離れた位置にある。

## 隣の駅
西日本鉄道
北方線
北方一丁目停留場 - 北方停留場